# Aspinwall (Pensilvânia)
Aspinwall é um distrito localizado no estado norte-americano da Pensilvânia, no Condado de Allegheny.

## Demografia
Segundo o censo norte-americano de 2000, a sua população era de 2960 habitantes. 
Em 2006, foi estimada uma população de 2748, um decréscimo de 212 (-7.2%).

## Geografia
De acordo com o United States Census Bureau tem uma área de 1,0 km², dos quais 0,9 km² cobertos por terra e 0,1 km² cobertos por água.

## Localidades na vizinhança
O diagrama seguinte representa as localidades num raio de 4 km ao redor de Aspinwall. 